# Grounding – Die letzten Tage der Swissair
Grounding – Die letzten Tage der Swissair ist ein Schweizer Kinofilm, der von den letzten Tagen der Schweizer Fluggesellschaft Swissair handelt.

## Handlung
Der Spielfilm hat die vorübergehende Einstellung des Flugbetriebs der Swissair am 2. Oktober 2001 zum Thema und erzählt, wie es dazu kam. Gleichzeitig schildert der Film das Schicksal des letzten Chefs der Airline, Mario Corti, und das Los der Menschen, die vom Niedergang der Swissair betroffen sind.

## Erfolg
Am Tag des Kinostarts in der Deutschschweiz, am 19. Januar 2006, wurde Grounding im Programm der Solothurner Filmtage gezeigt. Gleichzeitig lief er in rund 50 Deutschschweizer Städten an und lockte alleine am ersten Wochenende über 50'000 Menschen ins Kino. Mit 378'000 Eintritten war Grounding der bestbesuchte Schweizer Film im Jahr 2006.

## Kritiken
René Malgo von Filmstarts schrieb: „Die Thematik ist komplex. Ein Film kann ihr eigentlich gar nicht in allen Facetten gerecht werden und so muss sich »Grounding – Die letzten Tagen der Swissair« auch von verschiedenen Seiten den Vorwurf gefallen lassen, die Geschichte vereinfachend zu schildern. Der Vorwurf, dass die alleinige Schuld nicht nur bei Marcel Ospel von der UBS-Bank liegen kann, wie vom Film nahegelegt, leuchtet ein […]. Die meisten Gefühle versucht »Grounding – Die letzten Tagen der Swissair« mittels fiktiver Episoden um Piloten, Flugbegleiterinnen und einem Koch bei der Swissair zu schildern. Während diesen fiktiven Einschüben schwächelt der ansonsten überragend gemachte Film ein wenig. Alkoholprobleme, kriselnde Mutter-Sohn-Beziehungen und weitere Beziehungs- und Arbeitsverhältniskisten kommen leider nie über höchst klischeehaftes Soap-Opera-Niveau heraus.“